# Metriacanthosauridae
De Metriacanthosauridae zijn een groep theropode dinosauriërs behorende tot de Carnosauria.
In 1988 benoemde Gregory S. Paul een familie Metriacanthosauridae. Het begrip werd daarna weinig gebruikt. Uiteindelijk begreep men dat het prioriteit had ten opzichte van het begrip Sinraptoridae.
In 2015 werd door Christopher Hendrickx, Octávio Mateus en Eric Buffetaut een klade Metriacanthosauridae gedefinieerd als de groep bestaande uit Metriacanthosaurus parkeri en alle soorten nauwer verwant aan Metriacanthosaurus dan aan Allosaurus fragilis, Carcharodontosaurus saharicus en de huismus Passer domesticus.
In 2019 werd door Oliver Walter Mischa Rauhut en Diego Pol een alternatieve definitie gegeven als de groep bestaande uit Metriacanthosaurus parkeri en alle soorten nauwer verwant aan Metriacanthosaurus dan aan Allosaurus fragilis, Carcharodontosaurus saharicus, Megalosaurus bucklandii of Spinosaurus aegyptiacus.
Het betreft middelgrote tot grote roofsauriërs uit de Jura van Europa en Azië. Mogelijke andere soorten zijn Szechuanosaurus zigongensis, Shidaisaurus, Sinraptor en Siamotyrannus. Indien die laatste toewijzing juist is, overleefde de groep tot in het Onder-Krijt.